# Giovanni Nasco
Jan o Giovanni Nasco (ca. 1500-1561) fue un compositor flamenco que desarrolló su carrera en distintas ciudades italianas.
Trabajó para la Casa de Este en Ferrara y después en Vicenza. Entre 1547 y 1551 será maestro de música de la Academia Filarmónica de Verona y terminará su carrera en la catedral de Treviso donde será maestro de capilla hasta su muerte. Muy influido por Adrian Willaert, maestro de capilla de la basílica de San Marcos de Venecia, Nasco fue autor de un considerable número de obras religiosas, entre las que destacan dos pasiones y unas lamentaciones.

## Discografía
- NASCO, Giovanni: Lamentationes Hieremiae Prophetae. Ensemble Vocale Speculum Musicae. Marina Malavisi (directora). Bongiovanni - GB 5610-2

- Datos: Q3767806